# Mary Kendall Browne
Mary Kendall Browne (ur. 3 czerwca 1891 w Hrabstwo Ventura, zm. 19 sierpnia 1971) – amerykańska tenisistka, także golfistka.
Pierwsza amerykańska tenisistka zawodowa. W latach 1912–1914 wygrywała wielkoszlemowe mistrzostwa USA we wszystkich trzech kategoriach – grze pojedynczej, podwójnej i mieszanej. W 1921 dołożyła do bogatej kolekcji trofeów kolejne zwycięstwa w deblu i mikście, a w 1925 tylko w deblu. Ponadto w 1921 przegrała finał singla, a 1926 debla. W 1926 przegrała finał gry pojedynczej na międzynarodowych mistrzostwach Francji oraz zdobyła tytuły mistrzowskie w deblu i mikście na Wimbledonie.
Podczas edycji mistrzostw USA 1912 wszystkie trzy zwycięskie finały stoczyła jednego dnia; rozegrała wówczas 82 gemy. Pokonała w singlu Eleo Sears 6:4, 6:2 (w finale turnieju pretendentek – nie stanęła jednak do turnieju obrończyni tytułu, Hazel Hotchkiss Wightman); w deblu, w parze z Dorothy Green, pokonała Maud Barger-Wallach oraz panią Schmitz 6:2, 5:7, 6:0; w grze mieszanej, mając za partnera Dicka Williamsa, pokonała duet Evelyn Sears/Bill Clothier 6:4, 2:6, 11:9.
Po wprowadzeniu rankingu zawodniczek amerykańskich znalazła się na jego czele (1913-1914); była nr. 2 w 1921 i 1924 oraz nr. 6 w 1925; w 1926 była klasyfikowana jako nr 6 na świecie – nie otrzymała jednak wysokiej pozycji na liście amerykańskiej, ponieważ przeszła na status profesjonalny.
Jej rola jako tenisistki zawodowej sprowadzała się przede wszystkim do występów w meczach pokazowych przeciwko słynnej Suzanne Lenglen; w grupie promotora C.C. Pyme’a Browne przegrała wszystkie pojedynki z Lenglen (łącznie 38 razy).
W latach 1925–1926 występowała w reprezentacji w Pucharze Wightman. W 1924 zadziwiła sportowy świat talentem golfowym – krótko po tenisowych mistrzostwach USA (przegrana w półfinale z Helen Wills) wystąpiła na US Women’s Golf Championships, gdzie dotarła do finału, eliminując po drodze m.in. mistrzynię, Glennę Collett Vare (w finale uległa Dorothy Campbell Hurd).
W 1957 została wpisana do Międzynarodowej Tenisowej Galerii Sławy.